# Antipathes grayi
Antipathes grayi is een Antipathariasoort uit de familie van de Antipathidae. De wetenschappelijke naam van de soort is voor het eerst geldig gepubliceerd in 1905 door Roule.